# Giải bóng đá nữ vô địch quốc gia 2013
Giải bóng đá nữ vô địch quốc gia 2013 (Tên chính thức là: Giải bóng đá nữ vô địch Quốc gia - Cúp Thái Sơn Bắc 2013, đặt tên theo nhà tài trợ) là giải đấu bóng đá lần thứ 16 của Giải vô địch bóng đá nữ Việt Nam do VFF tổ chức và Công ty TNHH thiết bị điện Thái Sơn Bắc tài trợ. Giải Bóng đá nữ Vô địch Quốc gia - Thái Sơn Bắc 2013 với sự tham dự của 06 đội bóng gồm: Hà Nội I, Hà Nội II, Phong Phú Hà Nam, Than Khoáng sản Việt Nam, Thành phố Hồ Chí Minh và Gang thép Thái Nguyên sẽ thi đấu theo thể thức vòng tròn 2 lượt để tính điểm xếp hạng. Các trận đấu lượt đi sẽ diễn ra từ ngày 8/3 đến ngày 26/3/2013; lượt về diễn ra từ ngày 9/6 đến 22/6/2013. Cả hai lượt đấu sẽ được tổ chức tại Sân vận động Hà Nam – thành phố Phủ Lý, tỉnh Hà Nam.

## Cách tính điểm, xếp hạng
- Đội thắng: 3 điểm
- Đội hoà: 1 điểm
- Đội thua: 0 điểm

Tính tổng số điểm của các Đội đạt được để xếp thứ hạng.
- Nếu có từ 2 đội trở lên bằng điểm nhau, trước hết sẽ tính kết quả các trận đấu giữa các đội đó với nhau theo thứ tự: số điểm; hiệu số bàn thắng-bàn thua; số bàn thắng. Nếu các chỉ số này vẫn bằng nhau thì tiếp tục xét các chỉ số của toàn bộ các trận đấu trong giải theo thứ tự: Hiệu số của tổng số bàn thắng- tổng số bàn thua; tổng số bàn thắng. Nếu vẫn bằng nhau sẽ tổ chức bốc thăm để xác định đội xếp trên.

## Giải thưởng
- Đội Nhất: Cúp, cờ, HCV và 200 triệu đồng
- Đội xếp thứ Nhì: Cờ, HCB và giải thưởng 150 triệu đồng
- Đội xếp thứ Ba: Cờ, HCĐ và giải thưởng 100 triệu đồng
- Giải phong cách: Cờ và giải thưởng 10 triệu đồng
- Cầu thủ xuất sắc nhất giải: 5 triệu đồng
- Thủ môn xuất sắc nhất giải: 5 triệu đồng
- Cầu thủ ghi nhiều bàn thắng nhất: 5 triệu đồng.[2]

## Lịch thi đấu và kết quả
| Kết quả lượt đi | Đội 1-Đội 2             | Kết quả lượt về |
| 2-0             | Hà Nam – Thái Nguyên    | 2-0             |
| 0-3             | Hà Nội 2 – Hà Nội 1     | 0-2             |
| 0-0             | TP HCM – Than KSVN      | 1-0             |
| 0-1             | Hà Nội 2 – Hà Nam       | 0-6             |
| 7-0             | TP HCM- Thái Nguyên     | 4-0             |
| 2-0             | Hà Nội 1 – Than KSVN    | 1-0             |
| 0-1             | Hà Nam – TP HCM         | 1-1             |
| 0-2             | Thái Nguyên – Hà Nội 1  | 0-2             |
| 3-0             | Than KSVN – Hà Nội 2    | 2-0             |
| 3-1             | Hà Nội 1 – TP HCM       | 0-0             |
| 0-0             | Hà Nội 2 – Thái Nguyên  | 0-2             |
| 0-0             | Than KSVN – Hà Nam      | 1-0             |
| 1-1             | TP HCM – Hà Nội 2       | 4-1             |
| 0-3             | Thái Nguyên – Than KSVN | 0-0             |
| 1-0             | Hà Nam – Hà Nội 1       | 0-2             |

## Bảng xếp hạng
| TT | Đội                      | Trận | Thắng | Hòa | Thua | Hiệu số | Điểm |
| 1  | Hà Nội I                 | 10   | 8     | 1   | 1    | 17-2    | 25   |
| 2  | Thành phố Hồ Chí Minh    | 10   | 5     | 4   | 1    | 20-6    | 19   |
| 3  | Phong Phú Hà Nam         | 10   | 5     | 2   | 3    | 13-5    | 17   |
| 4  | Than Khoáng Sản Việt Nam | 10   | 4     | 3   | 3    | 9-4     | 15   |
| 5  | Gang Thép Thái Nguyên    | 10   | 1     | 2   | 7    | 2-22    | 5    |
| 6  | Hà Nội II                | 10   | 0     | 2   | 8    | 2-24    | 2    |

## Kết quả tổng hợp
- Đội vô địch: Hà Nội I
- Đội hạng nhì:Tp.Hồ Chí Minh
- Đội thứ ba: Phong Phú Hà Nam
- Giải phong cách: Gang Thép Thái Nguyên
- Cầu thủ xuất sắc nhất: Nguyễn Thị Minh Nguyệt (25-Hà Nội I)
- Cầu thủ ghi nhiều bàn thắng nhất: Huỳnh Như (9-TP Hồ Chí Minh) (8 bàn)
- Thủ môn xuất sắc nhất: Đặng Thị Kiều Trinh (68-TP Hồ Chí Minh).
- Cầu thủ Nguyễn Thị Tuyết Dung của Phong Phú Hà Nam lập được cú Poker (4 bàn) vào lưới Hà Nội II vào ngày 12 tháng 6 năm 2013 trên Sân vận động Hà Nam.

| Tổng hợp chi tiết | Tổng hợp chi tiết | Tổng hợp chi tiết | Tổng hợp chi tiết | Tổng hợp chi tiết |
| ----------------- | ----------------- | ----------------- | ----------------- | ----------------- |
| Vòng đấu          | Số bàn thắng      | Khán giả          | Thẻ vàng          | Thẻ đỏ            |
| 1                 | 5                 | 6.500             | 4                 | 0                 |
| 2                 | 10                | 8.000             | 10                | 0                 |
| 3                 | 6                 | 6.500             | 6                 | 0                 |
| 4                 | 4                 | 7.400             | 5                 | 0                 |
| 5                 | 6                 | 5.500             | 4                 | 0                 |
| 6                 | 4                 | 6.000             | 3                 | 0                 |
| 7                 | 11                | 3.000             | 4                 | 0                 |
| 8                 | 4                 | 7.000             | 7                 | 0                 |
| 9                 | 8                 | 9.000             | 4                 | 0                 |
| 10                | 5                 | 4.700             | 4                 | 0                 |
| Kết quả           | 63                | 63.600            | 51                | 0                 |